# The Inventor
The Inventor es una película biográfica animada en stop-motion de 2023 sobre Leonardo da Vinci, escrita, producida y dirigida por Jim Capobianco y codirigida por Pierre-Luc Granjon. El elenco de voces incluye a Stephen Fry, Marion Cotillard, Daisy Ridley y Matt Berry. The Inventor es una coproducción entre Estados Unidos, Francia e Irlanda.
La película tuvo su estreno mundial en competición oficial en el Festival Internacional de Cine de Animación de Annecy el 12 de junio de 2023. Blue Fox Entertainment estrenó la película en los Estados Unidos el 15 de septiembre de 2023, mientras que KMBO la estrenó en cines en Francia el 31 de enero de 2024.

## Reparto
- Stephen Fry como Leonardo da Vinci
- Matt Berry como el Papa
- Daisy Ridley como Margarita de Navarra
- Marion Cotillard como Luisa de Saboya
- Natalie Palamides como Nepveu / Antonio de Beatis
- Jim Capobianco como Luis de Aragón
- Ben Stranahan como Page
- Gauthier Battoue como Francisco I de Francia
- Max Baumgarten como Il Boccador / Carlos V, Emperador del Sacro Imperio Romano Germánico
- Jane Osborn como la sepulturera Jane
- John Gilkey como el sepulturero John / Juliano
- Angelino Sandri como Cecco
- Daniel Swan como Enrique VIII

## Producción

### Desarrollo
El 12 de abril de 2018, Variety informó que el guionista nominado al Oscar de Ratatouille (2007), Jim Capobianco, y el productor Robert Rippberger estaban produciendo The Inventor, una película de aventuras stop-motion sobre la vida de Leonardo da Vinci, que es una continuación. del cortometraje de Capobianco de 2009, Leonardo. El 2 de mayo de 2018, Capobianco dijo en una entrevista con Flickering Myth que The Inventor se centraría en el final de la vida de Leonardo da Vinci, donde se mudó a Francia.
El 19 de junio de 2020, Deadline informó que el comediante Stephen Fry daría voz a Leonardo da Vinci y la actriz Daisy Ridley daría voz a la princesa francesa Margarita. El equipo de animación también incluye a HeFang Wei como director de animación 2D de la película, Tomm Moore como consultor de animación 2D, Nicolas Flory como supervisor 2D y Fabrice Faivre como supervisor de efectos visuales. Alex Mandel compuso la banda sonora. El rodaje estaba programado para comenzar en agosto de 2021 con una fecha de estreno fijada para la primavera de 2023. La película es una coproducción europea y americana de Foliascope (Francia), Curiosity Studio (Irlanda) y Leo & King (Estados Unidos). mk2 films se encarga de las ventas internacionales de la película, mientras que The Exchange se encarga de las ventas en los Estados Unidos.
El 11 de septiembre de 2020, Variety informó que Marion Cotillard y Matt Berry se habían unido al elenco y darían voz a la reina Luisa de Saboya y al Papa León X, respectivamente. El 23 de abril de 2021, se anunció que el triple nominado al Oscar , Tomm Moore, se había unido al equipo creativo de la película y se encargaría de las secuencias 2D junto con su colaborador frecuente Fabian Erlinghäuser. El guion fue escrito por Jim Capobianco, quien codirigió la película con Pierre-Luc Granjon. La película es una producción independiente con un presupuesto estimado de 10 millones de dólares.
En junio de 2022, se proyectó un metraje de 25 minutos de la película en el Festival Internacional de Cine de Animación de Annecy en Francia en la sección de trabajo en progreso del festival en una sesión con entradas agotadas.

### Rodaje
La producción comenzó el 14 de febrero de 2022 en el Foliascope Studio de Saint-Péray, Francia. El 19 de febrero de 2022, el compositor Alex Mandel escribió en su cuenta de Twitter que Marion Cotillard canta una de sus canciones en The Inventor. El 17 de julio de 2022, el periódico francés Le Dauphiné libéré reveló imágenes detrás de escena del set. El rodaje concluyó el 16 de diciembre de 2022. La primera sesión de música con el compositor Alex Mandel y la Orquesta de Música de Budapest se llevó a cabo de forma totalmente remota el 16 de enero de 2023. La posproducción finalizó el 13 de mayo de 2023.

## Estreno
En abril de 2022, Variety informó que la película había sido vendida previamente en varios países, como Francia, Portugal, Hong Kong, Taiwán, Filipinas, la ex Yugoslavia, el Reino Unido, la Europa de habla alemana, Grecia, Italia, Escandinavia, España. Suiza, Turquía, Israel, Sudáfrica, Australia, Nueva Zelanda, India, América Latina, Medio Oriente e Indonesia. En febrero de 2023 se proyectó una proyección de la película en progreso en Anima: Festival Internacional de Cine de Animación de Bruselas.
La película tuvo su estreno mundial en competición oficial en el Festival Internacional de Cine de Animación de Annecy el 12 de junio de 2023. KMBO estrenó la película en cines en Francia el 31 de enero de 2024. Universal Pictures posee derechos en varios territorios internacionales. En julio de 2023, Blue Fox Entertainment adquirió los derechos de distribución en Estados Unidos y fijó una fecha de estreno para el 25 de agosto de 2023, pero luego se retrasó hasta el 15 de septiembre de 2023.